# Napiętnowany
Napiętnowany (ang. Haunted) – amerykański serial telewizyjny nadawany przez stację UPN od 24 września 2002 roku, jednak z powodu niskiej oglądalności po 6 odcinkach zdjęto go z anteny. 
W Polsce premierowo nadawany przez stację TVN 7 od 26 listopada 2009 roku, 11 sierpnia 2008 roku trafił do TVN. Emitowany był także na AXN od 12 października 2008. Od 1 września 2009 roku serial był emitowany przez TVN Turbo. Na wszystkich tych kanałach wyemitowano 11 z 13 odcinków serialu.

## Opis fabuły
Pewnego dnia życie detektywa policyjnego Franka Taylora (Matthew Fox) przewróciło się do góry nogami, za sprawą Simona (John Mann), który porwał jego syna Kevina. Frank zabija porywacza, ale sam również jest ranny. W czasie pobytu w szpitalu zostaje opętany przez duchy i zaczyna widzieć zmarłych. Po wyjściu ze szpitala dalej kontynuuje pracę jako detektyw korzystając ze swoich nowych zdolności.

## Obsada
- Matthew Fox jako Frank Taylor
- Russell Hornsby jako Marcus Bradshaw
- John Mann jako Simon Dunn
- Lynn Collins jako Jessica Manning
- Michael Irby jako Dante
- Bree Michael Warner jako Anna

## Spis odcinków
| Premiera odcinka | N/o | Polski tytuł | Angielski tytuł            |
| ---------------- | --- | ------------ | -------------------------- |
|                  |     |              |                            |
| SERIA PIERWSZA   |     |              |                            |
|                  |     |              |                            |
| 26.11.2007       | 01  |              | Pilot                      |
|                  |     |              |                            |
| 03.12.2007       | 02  |              | Grievous Angels            |
|                  |     |              |                            |
| 10.12.2007       | 03  |              | Fidelity                   |
|                  |     |              |                            |
| 17.12.2007       | 04  |              | Abby                       |
|                  |     |              |                            |
| 07.01.2008       | 05  |              | Blind Witness              |
|                  |     |              |                            |
| 14.01.2008       | 06  |              | Nocturne                   |
|                  |     |              |                            |
| 21.01.2008       | 07  |              | A Three Hour Tour          |
|                  |     |              |                            |
| 28.01.2008       | 08  |              | Nexus                      |
|                  |     |              |                            |
| 04.02.2008       | 09  |              | Simon Redux                |
|                  |     |              |                            |
| 11.02.2008       | 10  |              | Last Call                  |
|                  |     |              |                            |
| 18.02.2008       | 11  |              | Seeking Asylum             |
|                  |     |              |                            |
| (odc. pominięty) | 12  |              | It's A Wonderful Afterlife |
|                  |     |              |                            |
| (odc. pominięty) | 13  |              | 004                        |
|                  |     |              |                            |